# Valentin Robu
Valentin Robu (født 17. januar 1967 i Săbăoani, Rumænien) er en rumænsk tidligere roer, dobbelt olympisk medaljevinder og dobbelt verdensmester.
Robu vandt en sølvmedalje i firer med styrmand ved OL 1988 i Seoul. Dimitrie Popescu, Vasile Tomoiagă, Ioan Snep og styrmand Ladislau Lovrenschi udgjorde bådens øvrige besætning. I finalen blev den rumænske båd besejret af Østtyskland, der vandt guld, mens New Zealand fik bronze. Fire år senere, ved OL 1992 i Barcelona, vandt han en sølvmedalje mere, denne gang som del af den rumænske otter. Han deltog også ved både OL 1996 i Atlanta og OL 2000 i Sydney.
Robu vandt desuden to VM-guldmedaljer i firer med styrmand, i henholdsvis 1989 og 1994.

## OL-medaljer
- 1988:  Sølv i firer med styrmand